# Atractodes nigricoxus
Atractodes nigricoxus là một loài tò vò trong họ Ichneumonidae.